# Brünig Indoor
Brünig Indoor ist eine unterirdische Schiessanlage in Lungern im Schweizer Kanton Obwalden.
Die Anlage wurde vom Spezialbauunternehmen Gasser Felstechnik im Felsen des Brünigs erstellt und 2002 eröffnet. Sie ermöglicht das Sportschiessen mit Bogen, Armbrust und Feuerwaffen auf Distanzen bis 300 Meter, unabhängig von Tageszeit und Wetter sowie ohne Lärmemissionen.
Die auf private Initiative entstandene Anlage wird im Katalog der Sportanlagen von nationaler Bedeutung geführt.
Neben der Schiessanlage befinden sich im Fels das Restaurant Cantina Caverna sowie die europaweit einzigartige Feuerwehr-Tunnelübungsanlage mit einem 150 m langen Brandstollen.